# Gran Premio San Giuseppe 2012
Il Gran Premio San Giuseppe 2012, cinquantaduesima edizione della corsa e valida come evento dell'UCI Europe Tour 2012 categoria 1.2, si svolse il 18 marzo 2012 su un percorso di 167 km. Fu vinta dal russo Il'ja Gorodničev che giunse al traguardo con il tempo di 4h09'53", alla media di 40,09 km/h.
Al traguardo 39 ciclisti portarono a termine il percorso.

## Ordine d'arrivo (Top 10)
| Pos. | Corridore           | Squadra        | Tempo    |
| ---- | ------------------- | -------------- | -------- |
| 1    | Il'ja Gorodničev    | Hopplà-Wega    | 4h09'53" |
| 2    | Manuel Capillo      | Brunero-Camel  | a 12"    |
| 3    | Matteo Belli        | Hopplà-Wega    | s.t.     |
| 4    | Manuel Senni        | Team Colpack   | s.t.     |
| 5    | Alfonso Fiorenza    | Gragnano       | s.t.     |
| 6    | Diego Rosa          | Palazzago      | s.t.     |
| 7    | Andrea Zordan       | Trevigiani     | s.t.     |
| 8    | Pawel Franczak      | MG.K Vis       | s.t.     |
| 9    | Evgenij Krivošeev   | A.S.D. Brogio  | s.t.     |
| 10   | Pierre Paolo Penasa | Zalf-Euromobil | s.t.     |